# Pompano Beach

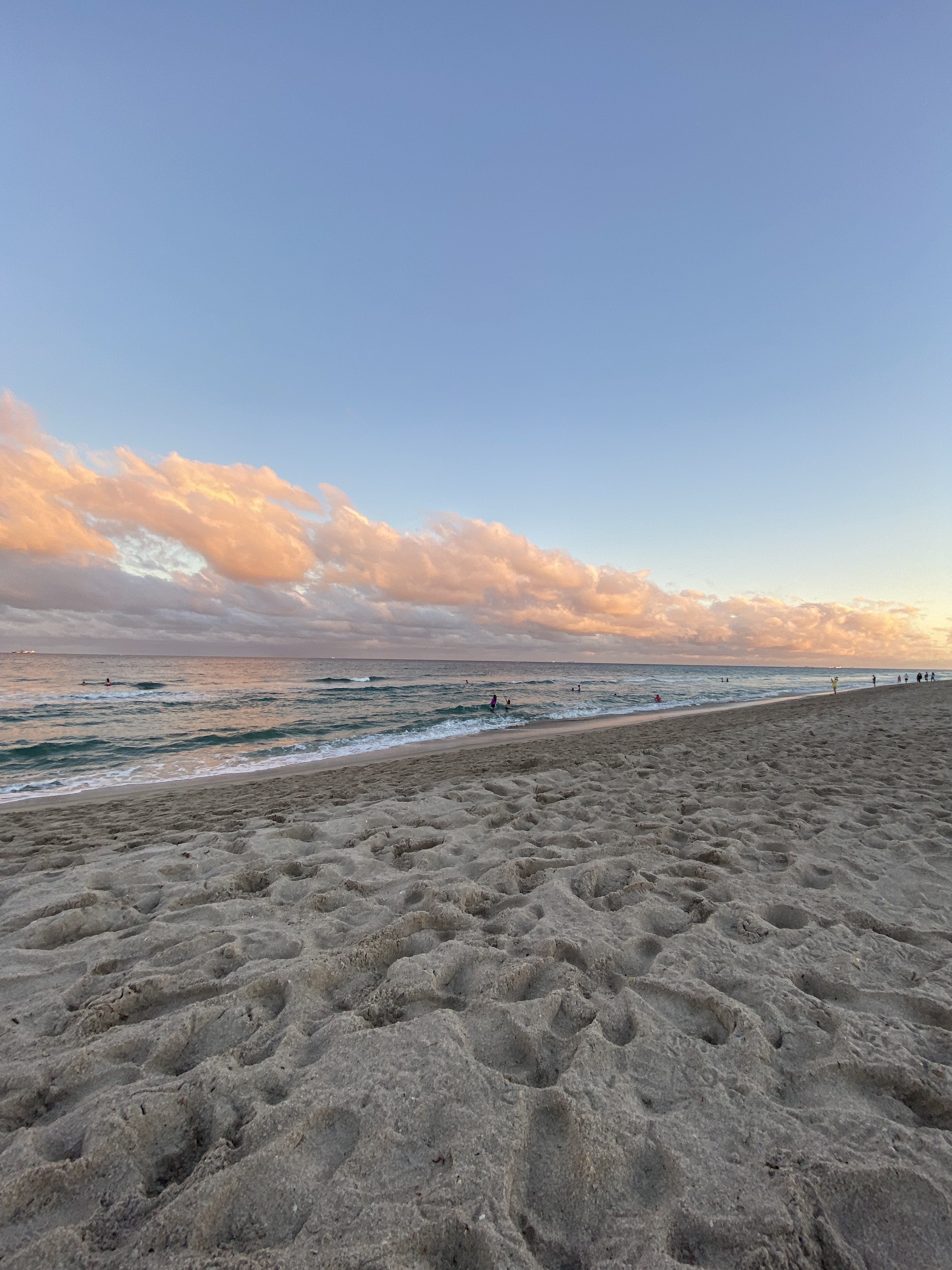
Coucher du soleil à Pompano Beach. (Hiver 2023).

Pompano Beach est une ville américaine du comté de Broward, en Floride, située au nord de Fort Lauderdale.
La population de la ville est estimée en 2010 à 100 024 habitants sur une surface de 65,8 km2. La ville fait partie de l'aire métropolitaine de Floride du Sud, centrée autour de Miami.
Les premiers colons fondèrent la ville en 1900, ville qui fut ensuite incorporée sous le nom de Pompano Beach en 1908, du nom d'un poisson péché sur la côte Atlantique, le « pompaneau » (genre Trachinotus). La ville a connu un boom démographique dans les années 1920 et, en 1950, sa population était de 5 682 habitants. À la fin du XXe siècle, la ville connaît un nouveau boom démographique, comme tout le sud de la Floride.

## Démographie
| 1910 | 1920 | 1930  | 1940  | 1950  | 1960   |
| ---- | ---- | ----- | ----- | ----- | ------ |
| 269  | 636  | 2 614 | 4 427 | 5 682 | 15 992 |

| 1970   | 1980   | 1990   | 2000   | 2010   | - |
| ------ | ------ | ------ | ------ | ------ | - |
| 38 587 | 52 618 | 72 411 | 78 191 | 99 845 | - |

## Personnalités liées à la ville
- Eddie Jones, joueur de basket-ball, est né à Pompano Beach ;
- Raoul Kraushaar, compositeur, est décédé à Pompano Beach.
- Esther Rolle, actrice
- Théodore Nikitich de Russie, prince impérial russe, est décédé à Pompano Beach.
- Kodak Black, rappeur, est né à Pompano Beach.
- Lamar Jackson, quarterback des Ravens de Baltimore, est né à Pompano Beach

## Source
- (en) Cet article est partiellement ou en totalité issu de l’article de Wikipédia en anglais intitulé « Pompano Beach, Florida » (voir la liste des auteurs).